# Маттео Гоффріллер
Маттео Гоффріллер (італ. Matteo Goffriller; *1659, Бресаноне — †1742, Венеція) — видатний італійський майстер струнних музичних інструментів. Головним чином — віолончелей, в значно меншій мірі скрипок та альтів. Його віолончелі високо цінуються у світі професійних музикантів, а також колекціонерів. Їх ціна в наш час сягає сотень тисяч доларів/євро.